# 32855 Zollitsch
32855 Zollitsch este un asteroid din centura principală de asteroizi.

## Descriere
32855 Zollitsch este un asteroid din centura principală de asteroizi. A fost descoperit pe 24 septembrie 1992 la Tautenburg de Lutz Dieter Schmadel și Freimut Börngen. Asteroidul prezintă o orbită caracterizată de o semiaxă mare de 2,60 ua, o excentricitate de 0,19 și o înclinație de 2,8° în raport cu ecliptica.